# St. Nicholas Avenue
A St. Nicholas Avenue é uma rua principal que segue obliquamente de norte a sul por vários quarteirões entre as ruas 111th e 193rd no bairro de Manhattan em Nova York. A rota, que segue um curso muito mais antigo do que o padrão de grade do Plano dos Comissários de 1811, passa pelos bairros de Harlem, Hamilton Heights e Washington Heights. Crê-se que ele siga o curso de uma velha trilha indígena que se tornou uma importante estrada no século XVII entre o assentamento holandês de Nova Amsterdã e as colônias britânicas da Nova Inglaterra. Na época pós-colonial, tornou-se o extremo oeste da Boston Post Road. A estrada se tornou uma rua quando as casas geminadas estavam sendo construídas no Harlem durante sua rápida expansão urbana depois do final da Guerra Civil Americana.